# Dianthus pelviformis
Dianthus pelviformis là loài thực vật có hoa thuộc họ Cẩm chướng. Loài này được Heuff. mô tả khoa học đầu tiên năm 1853.